# Ilja Jefron
Ilja Abramovitsj Jefron of Efron (Russisch: Илья́ Абра́мович Ефро́н) (Vilnius, 7 november 1847 - Petrograd, 19 april 1917) was een van de belangrijkste pre-revolutionaire typografen en uitgevers in de nadagen van het Russische Rijk.
Hij werd geboren in 1847 in Vilnius (toen het Russische Rijk nu Litouwen). Via vrouwelijke lijn is hij de achterkleinzoon van de joodse geleerde Vilna Gaon. Na thuisonderwijs onder gezag van zijn vader slaagde hij en verkreeg een diploma van het Lomzynski gymnasium. Daarna volgde hij colleges aan de Hoofdschool in Warschau (voorloper van de Universiteit van Warschau). Vanaf 1907 was hij lid van de "Vereniging voor joods wetenschappelijke publicaties". Jefron overleed op 19 april 1917 in Petrograd (nu Sint-Petersburg).

## Uitgever
Jefron kocht in 1880 een drukkerij in Sint-Petersburg. In 1889 ging Jefron een partnerschap aan om samen met de Duitse uitgever F.A. Brockhaus een Russischtalige encyclopedie uit te geven naar voorbeeld van de Duitstalige Conversation-Lexikon van Brockhaus. Voor dit doel werd de Gezamenlijke Uitgeverij F.A. Brockhaus — I.A. Jefron (Акционерное издательское общество Ф. А. Брокгауз — И. А. Ефрон), afgekort Brockhaus-Jefron, opgericht. Bijna alle grote Russischtalige encyclopedieën van die tijd werden uitgegeven door deze uitgeverij:
- Encyclopedisch Woordenboek van Brockhaus en Jefron (Afgekort: ЭСБЕ)
  - 82 delen en 4 supplementen (1890—1907)
- Klein Encyclopedisch Woordenboek van Brockhaus en Jefron (Afgekort: МЭСБЕ)
  - 1ste editie: 3 delen (1899-1902)
  - 2de editie: 4 delen (1907-1909)
- Nieuw Encyclopedisch Woordenboek van Brockhaus en Jefron (Afgekort: НЭС)
  - 29 delen van de 48 gepubliceerd (1911-1916; gestopt bij het woord "Otto"). De proefdrukken van het 30ste deel ("Padalka"-"Bisdom Perm"; gedeeltelijk en zonder inleiding) en 31ste deel ("Perm"-"Groothertogdom Posen") liggen in de Russische Nationale Bibliotheek opgeslagen.
- Joodse Encyclopedie van Brockhaus en Jefron (Afgekort: ЕЭБЕ)
  - 16 delen (1906-1913)

Naast de encyclopedieën gaf de uitgeverij ook non-fictie boekenseries uit over natuurwetenschappen, techniek, literatuur en geschiedenis. Na Jefrons dood in 1917 werd de uitgeverij onderdeel van de particuliere vereniging van uitgevers in Petrograd. De uitgeverij hield op te bestaan in 1930.